# Hybe
Hybe (allemand : Geib, hongrois : Hibbe) est un village de Slovaquie situé dans la région de Žilina.

## Histoire
La première mention écrite du village date de 1239.

## Démographie

### Évolution de la population
| Année:               | 1994. | 2004.   | 2014.   | 2024.   |
| -------------------- | ----- | ------- | ------- | ------- |
| Nombre de personnes: | 1678  | 1602    | 1489    | 1457    |
| Différence:          |       | -4,52 % | -7,05 % | -2,14 % |

| Année:               | 2023. | 2024.   |
| -------------------- | ----- | ------- |
| Nombre de personnes: | 1464  | 1457    |
| Différence:          |       | -0,47 % |

## Galerie

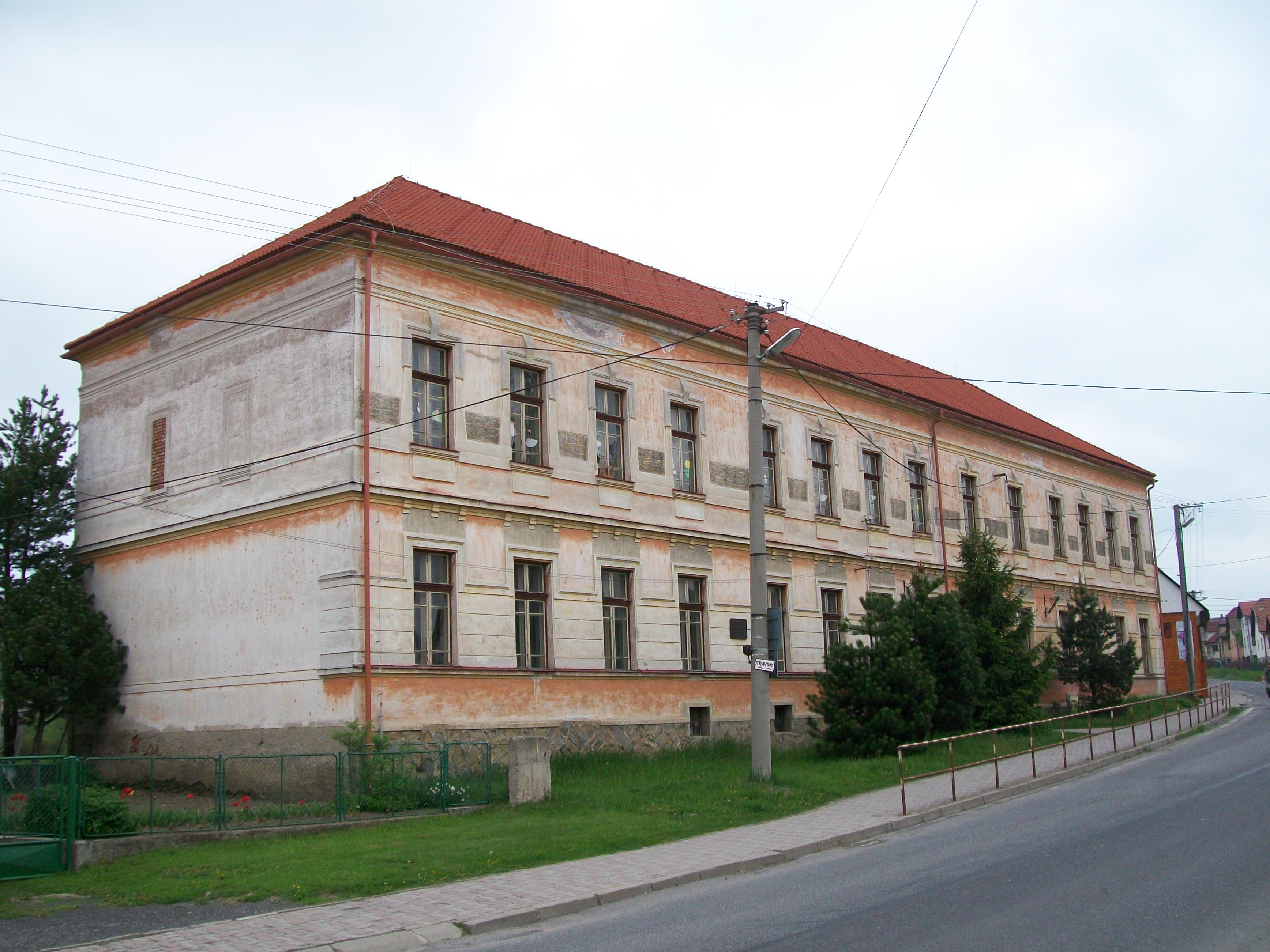
Centrum Quo vadis
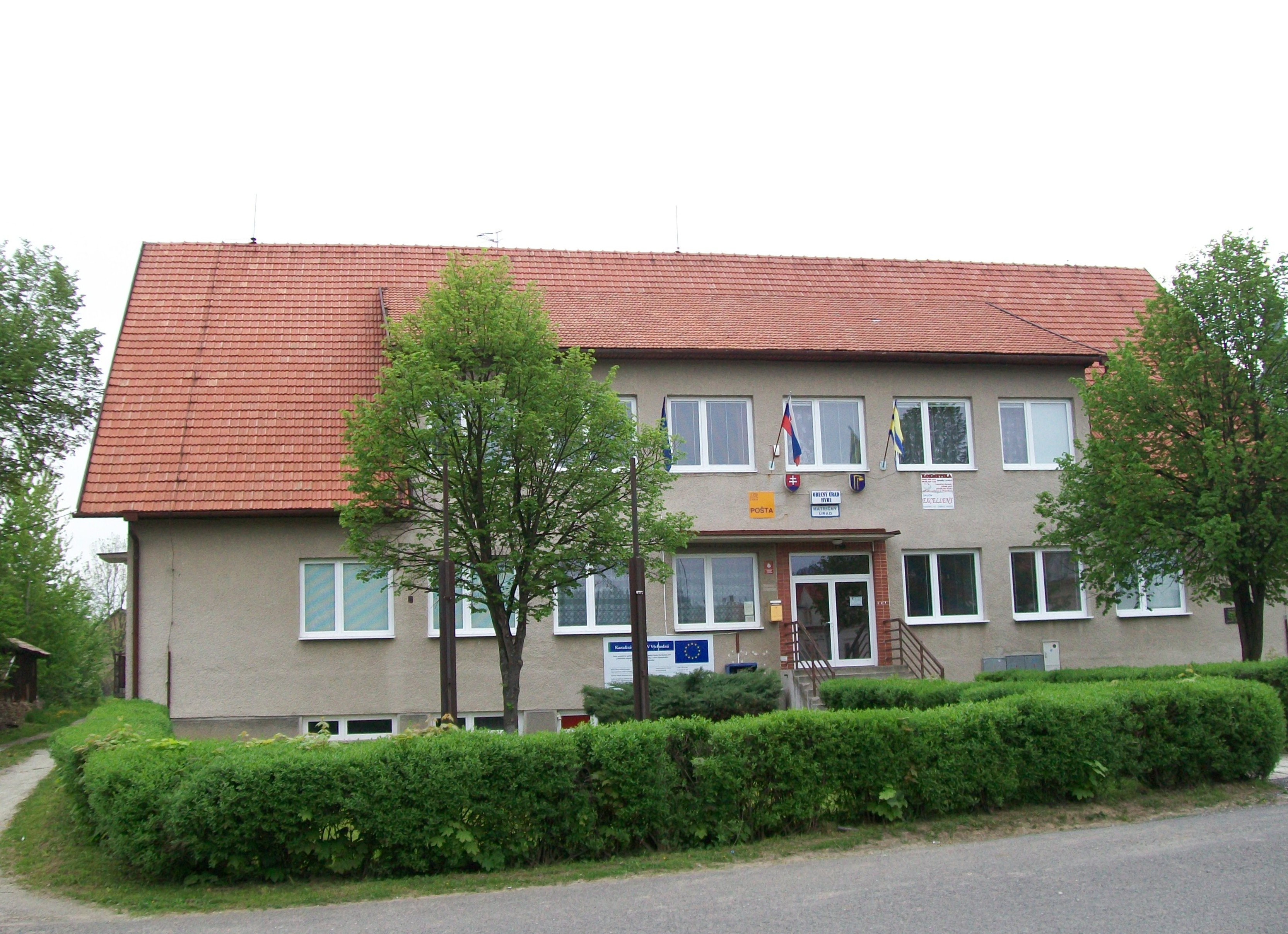
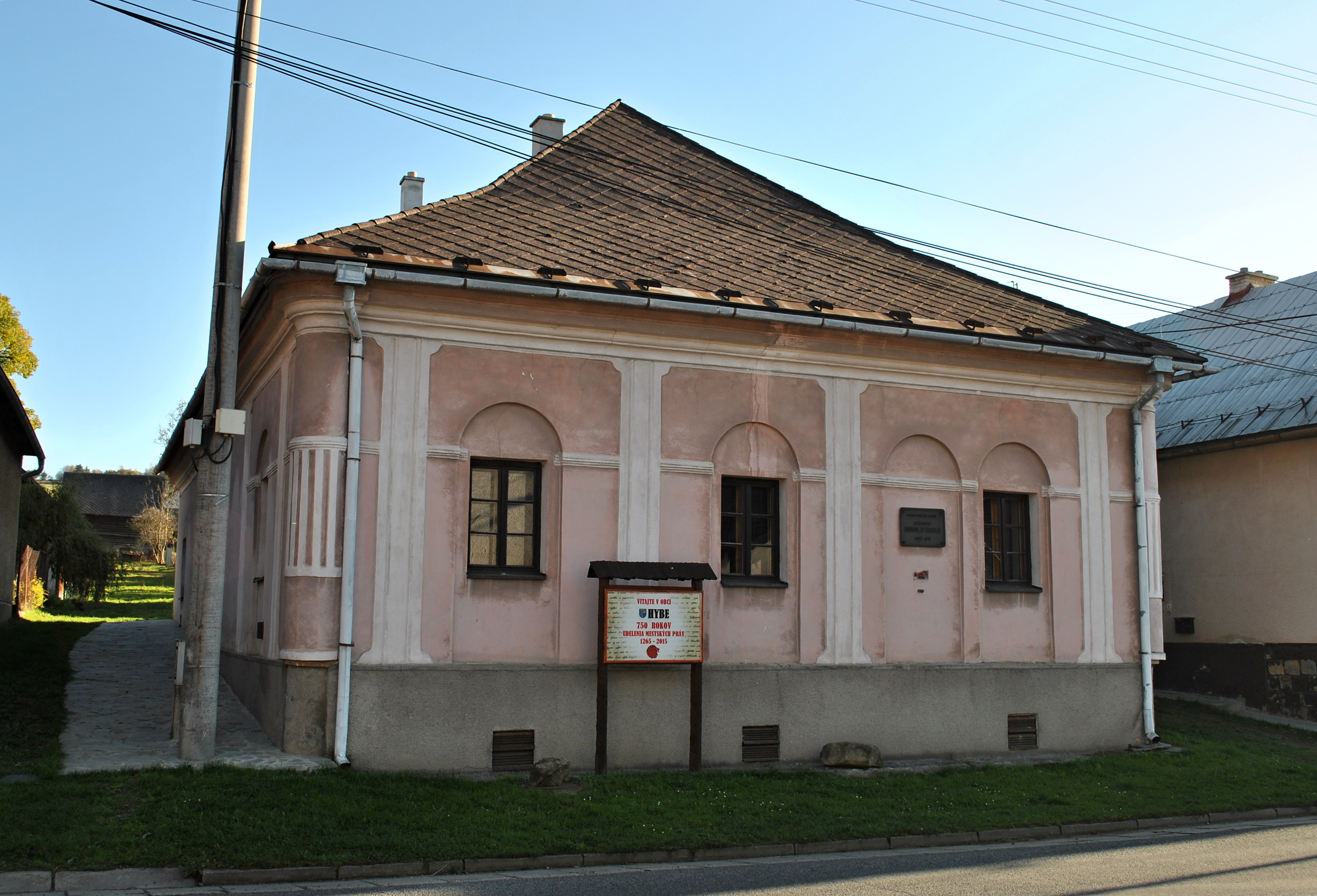
Maison de D. Chrobák
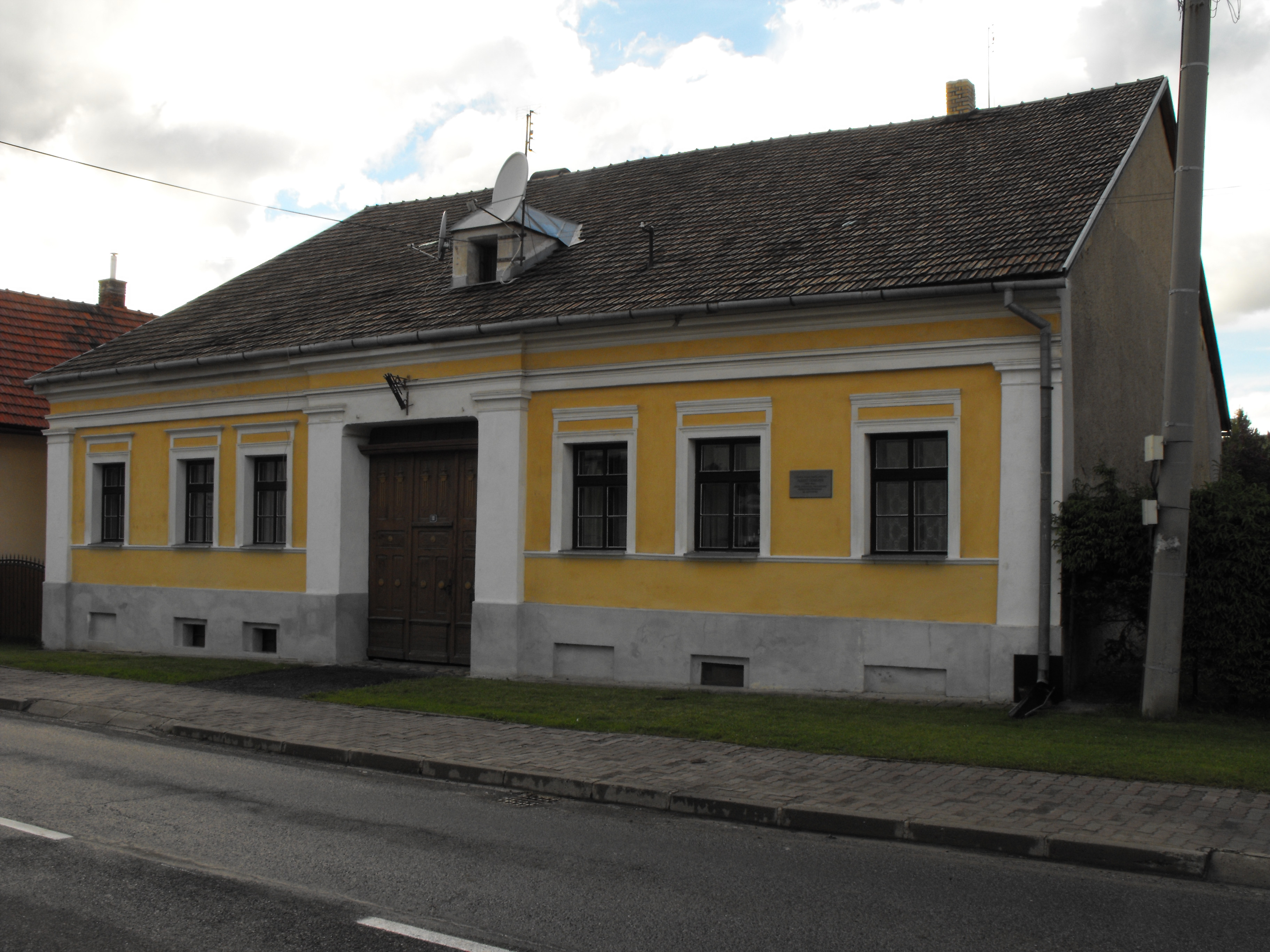
Maison de Albert Škarvan
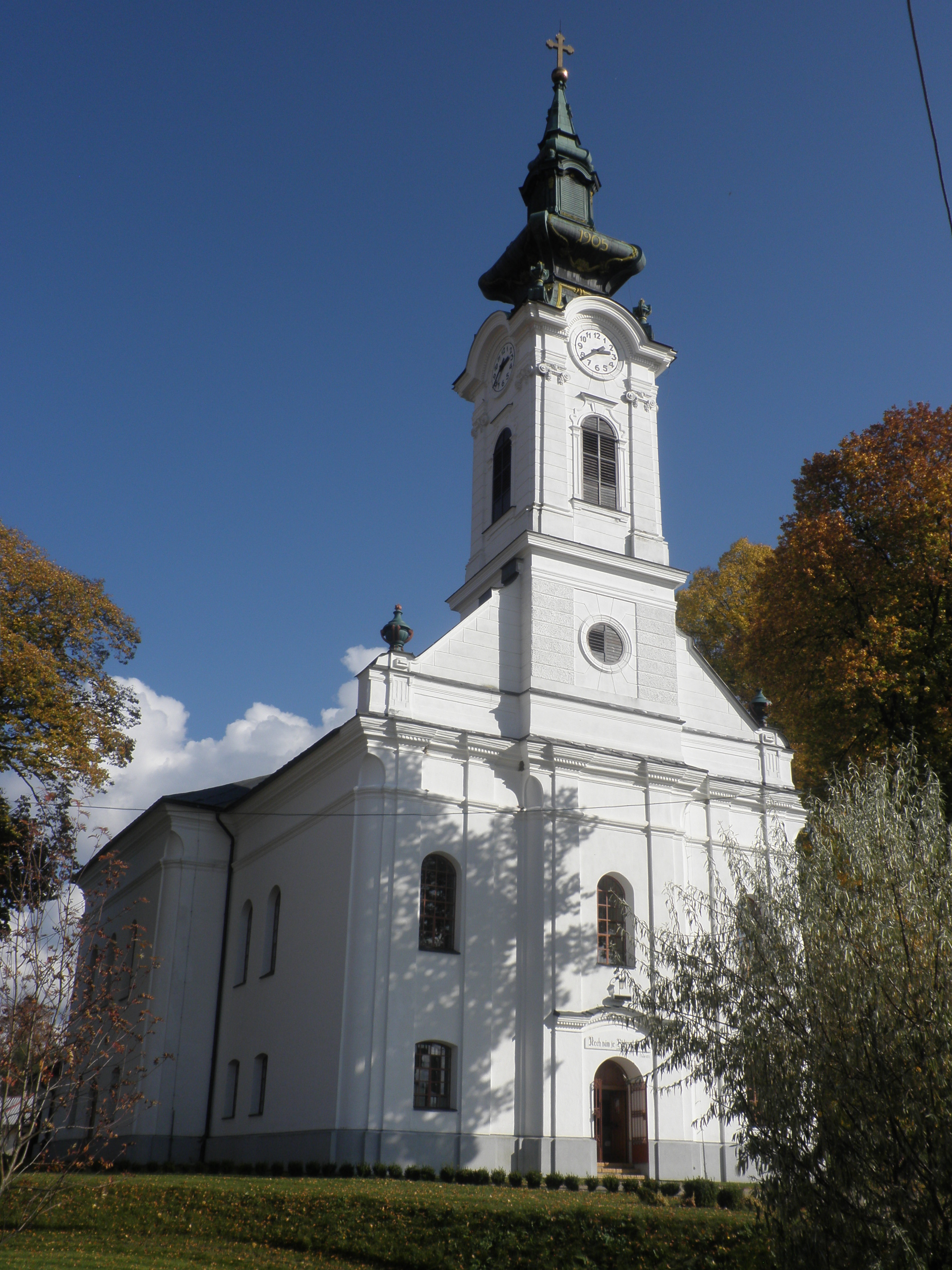
Église
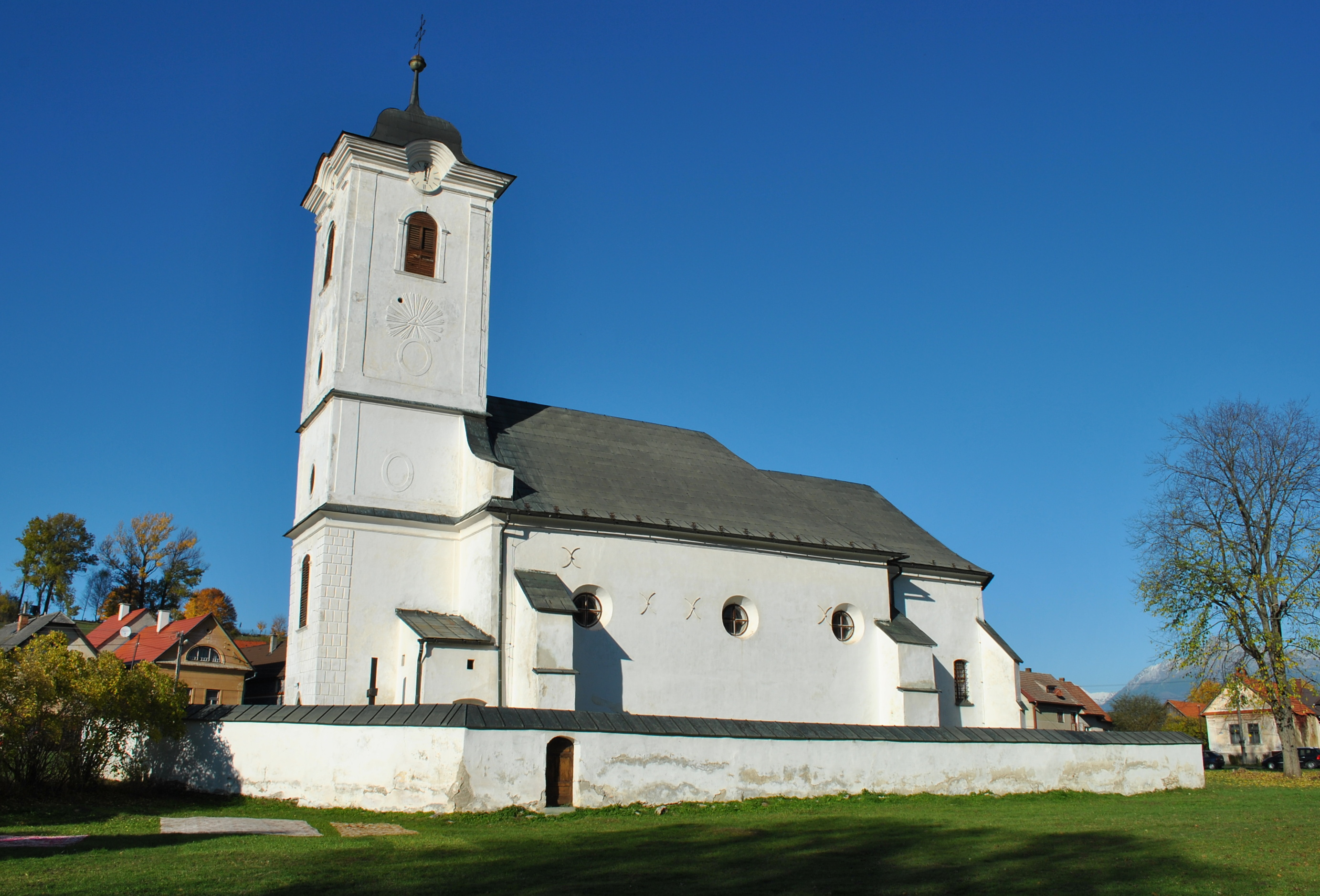

### Plaques commémoratives

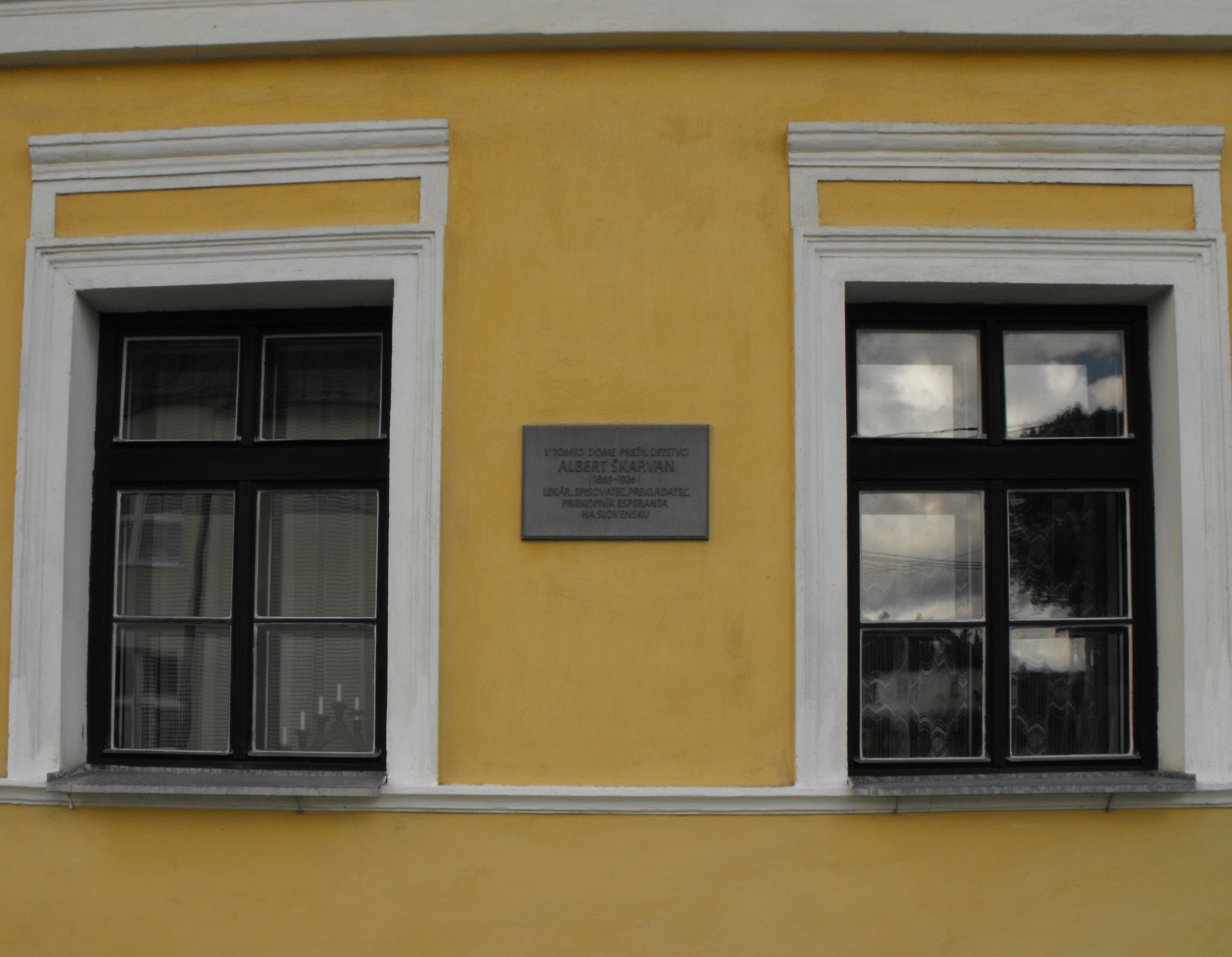
Albert Škarvan
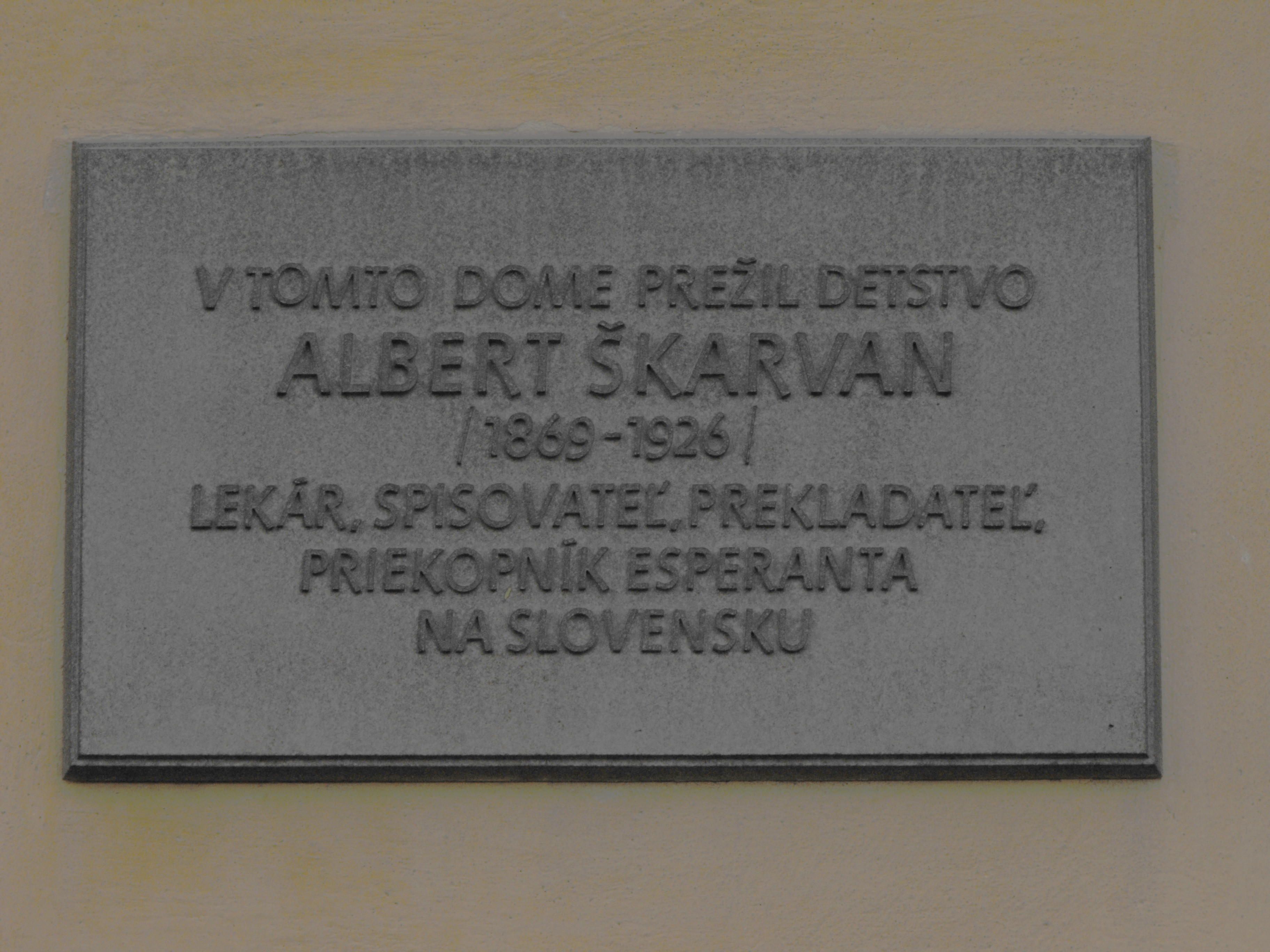
Albert Škarvan
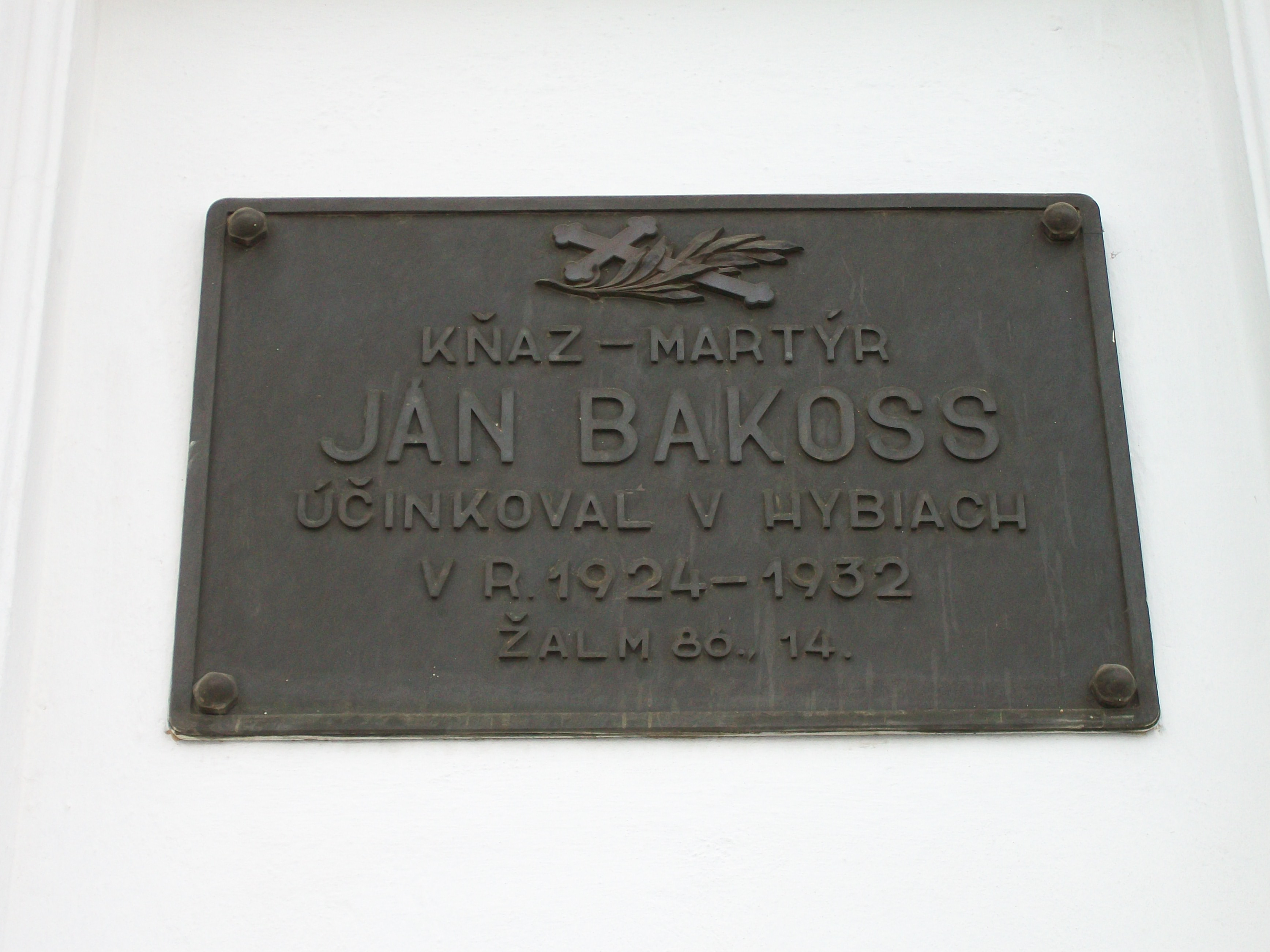
Ján Bakoss
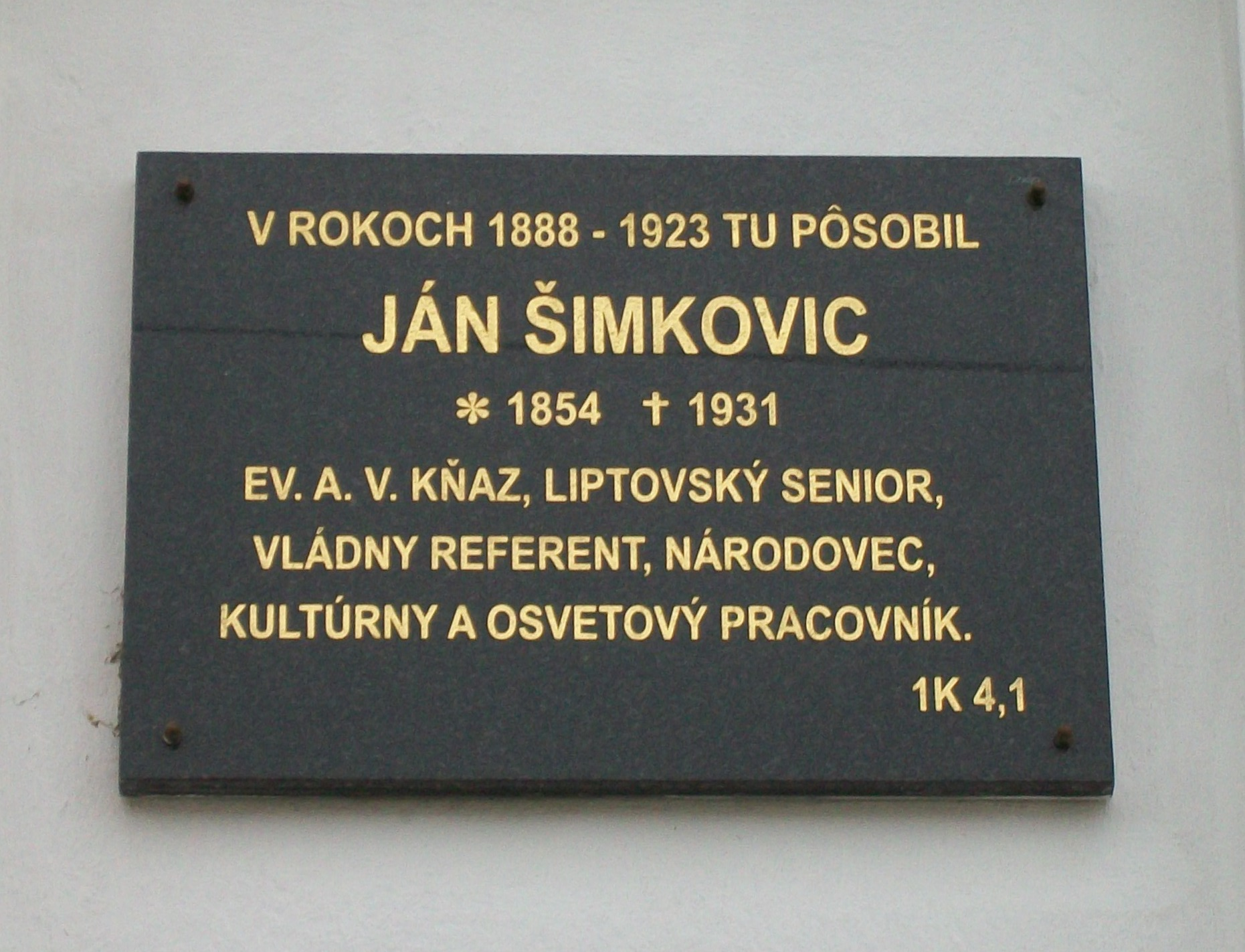
Ján Šimkovic
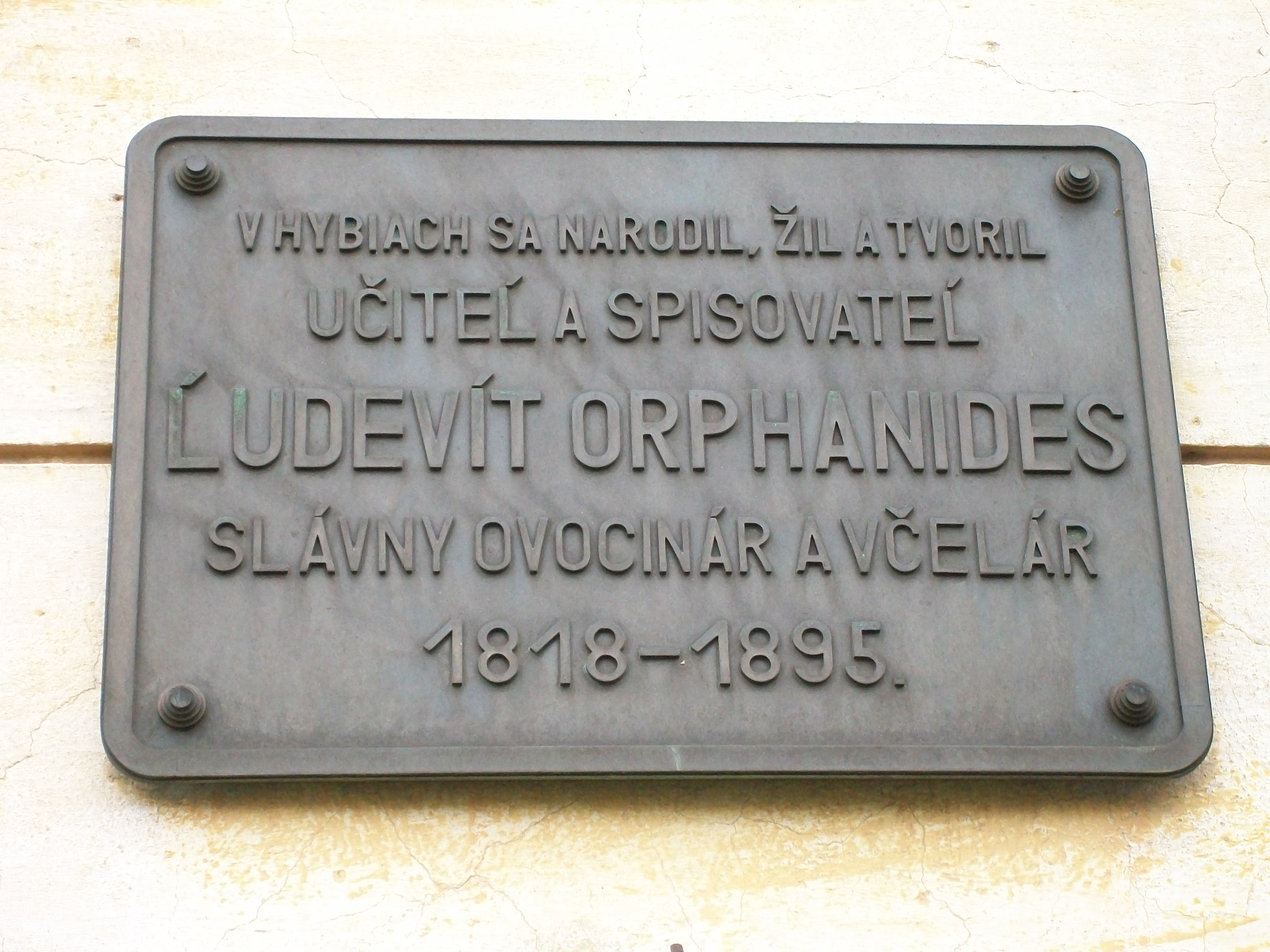
Ľudevít Orphanides